# Marie-Charlotte Baudry
Pour les articles homonymes, voir Baudry.
Marie-Charlotte Baudry, née à Montaigu (Vendée) le  24 novembre 1883 et morte à Saint-Julien-de-Concelles le 11 décembre 1960, est une  compositrice, pianiste française.

## Biographie
Marie-Charlotte Baudry est pianiste et professeure de piano au Conservatoire de Nantes. Elle compose des pièces musicales pour piano et voix, toutes dédiées à des femmes de son entourage.
Elle dépose le 26 décembre 1911 une demande d’adhésion à la Sacem en qualité de compositrice. Elle renseigne faire cette demande sous les auspices de E. Mezzacapo, compositeur, vraisemblablement Edouard Mezzacapo (18-, 1942) et D. Marchetti, vraisemblablement Dante Pilade Marchetti (en) compositeur et éditeur. Marie-Charlotte Baudry y mentionne sa qualité de professeure de piano résidant à Nantes. Elle y détaille les titres de quatorze œuvres éditées de sa composition. Le Musée de la Sacem conserve dans ses archives cette lettre de candidature ainsi que son examen d’entrée.
Véronique Sassetti-Aguilera, conservatrice en chef du patrimoine, alors adjointe au directeur des Archives de Loire-Atlantique, réalise les recherches historiques concernant sa vie et son travail artistique dans le cadre d'une exposition et d'un concert organisé en 2022,.

## Œuvres
- Paillettes Roses, recueil de six morceaux pour piano seul, édité par Maurice et Jane Vieu, puis par J. Rowies en 1910
  - Conte de fée
  - Babillage
  - Gavotte
  - Chanson joyeuse
  - Petite valse
  - Tarentelle. - Edition : Paris, J. Rowies, ca 1910 (Source Bnf)
- Gavotte
- ma toute belle

Sur le texte de la poétesse et cantatrice Marceline Desbordes-Valmore, elle compose Les Roses , publié en 1910 à Paris par J. Rowies, éditeur.
Marie-Charlotte Baudry écrit d'autres compositions musicales à partir d'œuvres poétiques : 
- Absence, sur une poésie de Emmanuel Boucowski, publié en 1910 à Paris par J. Rowies, éditeur,
- Grande Passion, sur une poésie de Eugène Alphen, en 1913,
- Sonnet, sur une poésie de Jean Denay, publié en 1910 à Paris par J. Rowies, éditeur,
- Papillon, sur une poésie de René Dastarre, édité par Maurice et Jane Vieu,
- La nuit tombe, sur une poésie de René de la Diriay, édité par Maurice et Jane Vieu,
- Ce que je veux, sur une poésie de Emmanuel Boucowski, édité par Maurice et Jane Vieu,
- Réveil, sur une poésie de Emmanuel Leonino, édité par Maurice et Jane Vieu,
- Tu veux, sur une poésie de Emmanuel Leonino, édité par Maurice et Jane Vieu.